# Verenigingskerk

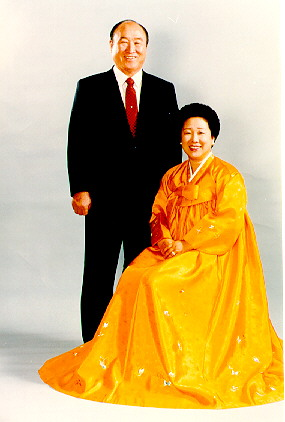
Sun Myung Moon en zijn vrouw Hak Ja Han Moon, die de kerk jarenlang leidden.

De Verenigingskerk (Engels: Unification Church; Hangul: 통일교) is een nieuwe religieuze beweging (NRB) gesticht door de Koreaanse dominee Sun Myung Moon. Volgelingen worden ook wel moonies genoemd; dit wordt door hen echter als kwetsend ervaren. Informeel wordt vaak de term Moonsekte gebruikt om de organisatie te typeren.
Het aantal leden van de beweging in Nederland is gering.

## Heilige geschriften
Naast de Bijbel kent de Verenigingskerk ook de zogenoemde Goddelijke beginselen.

## Zakelijke belangen
Sun Myung Moon was eigenaar van enkele belangrijke nieuwsmedia in de Verenigde Staten: The Washington Times en het persbureau United Press International (UPI).

## Kritiek en controverse
In de jaren '70 en '80 van de twintigste eeuw is de Verenigingskerk in Nederland sterk bekritiseerd vanwege de gebruikte bekeringsmethoden, met name vanwege vermeende ontmoediging van contacten met familie en vroegere vrienden bij nieuw geïnteresseerden. De openbaringen van Moon als aanvulling op de Bijbel, de suggesties van Moon dat hij de messias was en dat hij het werk van Jezus - die volgens Moon gefaald zou hebben - kwam afmaken, waren en zijn een doorn in het oog van velen. 
Moon en zijn vrouw mochten twaalf jaar niet naar de Europese Unie reizen vanwege bedenkingen van de overheden. In 2007 zijn deze bezwaren door rechtbanken in onder andere Nederland en Duitsland ongegrond verklaard, en werden de inreisbeperkingen ingetrokken. Al in de jaren daarvoor, en ook daarna, zijn Moon en zijn vrouw in verschillende Europese landen, waaronder Nederland, Spanje, Duitsland en Engeland, op bezoek geweest. 
In Japan was Moon niet welkom vanwege een veroordeling wegens fraude. De Verenigingskerk werd in 1976 door het Joods Wereldcongres beschuldigd van antisemitisme, een aantijging die de kerk ontkent. De zakelijke belangen van Moon en zijn invloed op politiek gaven ook aanleiding tot kritiek. In de Amerikaanse pers is de Verenigingskerk in de jaren 1970 sterk bekritiseerd, dit gaf zelfs aanleiding tot een nieuw begrip in de sociologie, te weten het gruwelverhaal.
De Verenigingskerk verloor op 25 maart 2025 in Japan haar religieuze status. Een rechtbank in Tokio oordeelde dat de organisatie zich schuldig maakt aan systematische afpersing en spirituele fraude, met grote schade tot gevolg.